# 모용령
모용령(慕容令, ? ~ 370년) 또는 모용전(慕容全)은 중국 오호 십육국 시대 후연(後燕)의 초대 황제인 모용수(慕容垂)의 아들이다.

## 생애
모용수(慕容垂)의 장남으로 369년 모용수가 환온(桓溫)의 전연(前燕) 침공을 막아내며 공을 세우자 이를 두려워한 모용평(慕容評)의 견제를 받게 되자, 모용수에게 우선 용성(龍城)으로 피신한 뒤 향후 모용위(慕容暐)가 실권을 장악하고 모용수를 다시 등용할 때까지 기다려야 한다고 조언하였다. 이에 모용수는 모용령과 함께 업(鄴)을 떠나 용성으로 향했으나 모용평에게 계획이 발각되었고, 상황이 여의치 않게 되자 모용령은 모용수에게 전진(前秦)으로 망명할 것을 권하였다.
이후 모용령은 모용수와 함께 전진으로 망명하였고, 모용수는 부견(苻堅)의 환대를 받아 관군장군(冠軍將軍)으로 임명되었다. 하지만 부견을 따르던 왕맹(王猛)의 견제를 받게 되었고, 낙양(洛陽)을 정벌할 당시 모용령의 참군(参軍)으로 합류한 왕맹은 모용령에게 모용수가 전연으로 돌아갈 것이라고 속여 모용령이 전연의 모용장(慕容臧)에게 귀순하도록 유도하였다. 이후 모용수가 환대를 받음에도 불구하고 갑작스럽게 전연으로 복귀한 모용령을 의심한 모용위는 모용령에게 사성(沙城)으로 가도록 지시하였고, 자신이 의심받고 있다는 것을 깨달은 모용령은 사성에 도착하자 반란을 꾀하였다.
그 뒤 군영에서 맹규(孟嬀)를 살해한 뒤 성주인 섭규(涉圭)를 자신의 휘하로 들였으며, 위덕성(威德城)을 공격해 모용창(慕容倉)을 죽인 뒤 그 곳을 근거지로 삼았다. 이후 용성의 모용량(慕容亮)을 습격하려 하였으나 모용린(慕容麟)의 밀고로 인해 실패하였고, 섭규에게 배신당해 도주하다가 설려택(薛黎澤)에서 붙잡혀 살해당했다.
이후 모용수가 후연(後燕)을 건립한 이후 헌장태자(獻莊太子)로 봉해졌으며, 모용성(慕容盛)이 제위에 오른 뒤 헌장황제(獻莊皇帝)로 추증되었다.